# Caso lativo
El caso lativo es un caso gramatical con que se marca la palabra que designa el lugar hacia el cual se dirige alguna entidad de la predicación verbal. 
Este caso pertenece al grupo de casos locativos generales que marcan el lugar relevante para la predicación verbal, dentro de los cuales están los casos "lativos" y "locativos" propiamente dichos. Los casos "lativos" sirven para marcar movimiento hacia un lugar o desde un lugar. Algunas lenguas distinguen en la flexión todos estos matices:
- Caso alativo, cuando el movimiento se produce hasta las cercanías de un lugar.
- Caso ilativo, cuando el movimiento se produce hasta el interior de un lugar.
- Caso ablativo, cuando el movimiento se produce desde un lugar.
- Caso elativo, cuando el movimiento se produce desde dentro de un lugar.

En otras lenguas, varios de estos casos están fusionados, así por ejemplo en latín alativo e ilativo toman la marca -m pero usan preposiciones diferentes para distinguir entre ambos sentidos. Igualmente en latín el caso ablativo y el caso elativo están fusionados y ambos usan la misma marca, aunque para marcar la diferencia usan preposiciones diferentes:
Los otros casos locativos en los que se designa puramente localización o posición:
- Caso locativo
- Caso separativo
- Caso inesivo, ("en", "dentro de")
- Caso adesivo, ("sobre", "junto a")

## El lativo en diferentes lenguas
El lativo con marcado específicamente en la flexión es un caso típico de las lenguas urálicas y fue uno de los casos del proto-urálico. Todavía existe en lenguas urálicas tales como finés, erzya, moksha y mari de las praderas.

### Finés
El caso lativo ya no es productivo en esta lengua. Se encuentra en algunos adverbios como alas (abajo), kauemmas (más lejos), pois (lejos), rannemmas (más cerca de la costa). El sufijo para formar el lativo es normalmente -s.

### Español
En español y portugués, el caso lativo se marca con la preposición a
- Datos: Q260425